# الله كرم إستكي
الله كرم إستكي ((بالفارسية: الله‌كرم استکی)) (من مواليد 19 مارس 1988) هو لاعب كرة اليد من إيران.
شارك في دورة الألعاب الآسيوية 2006 في الدوحة، قطر.